# Девичанска острва
Девичанска острва (енгл. Virgin Islands) су архипелаг у Карипском мору. Острва су подељена у две зоне. Британска Девичанска Острва, на истоку и северу, су посед Уједињеног Краљевства. Америчка Девичанска Острва, на западу и југу, су територија САД.
Кристифор Колумбо је назвао острва „Свете Урсуле и једанаест хиљада девица“ (шп. Santa Ursula y las Once Mil Vírgenes) по легенди о Светој Урсули. На њима су живели Кариб Индијанци, који су побијени када је Шпанија освојила острва 1555. Данска и Енглеска су преузеле власт на острвима у 17. веку. 
Касније су на острва доведени црни афрички робови да раде на плантажама шећерне трске. Данас су њихови потомци већина становништва острва. Данска је продала свој део Девичанских острва САД 1917. 
Главна острва у америчком делу су: Сент Томас, Сент Крој, Сент Џон и острво Вотер. Већа острва међу британским су: Тортола, Вирџин Горда, Анегада, и Јост ван Дајк. Острва су релативно мала, а број становника је око 110.000. Туризам је главна привредна делатност.